# Etiología

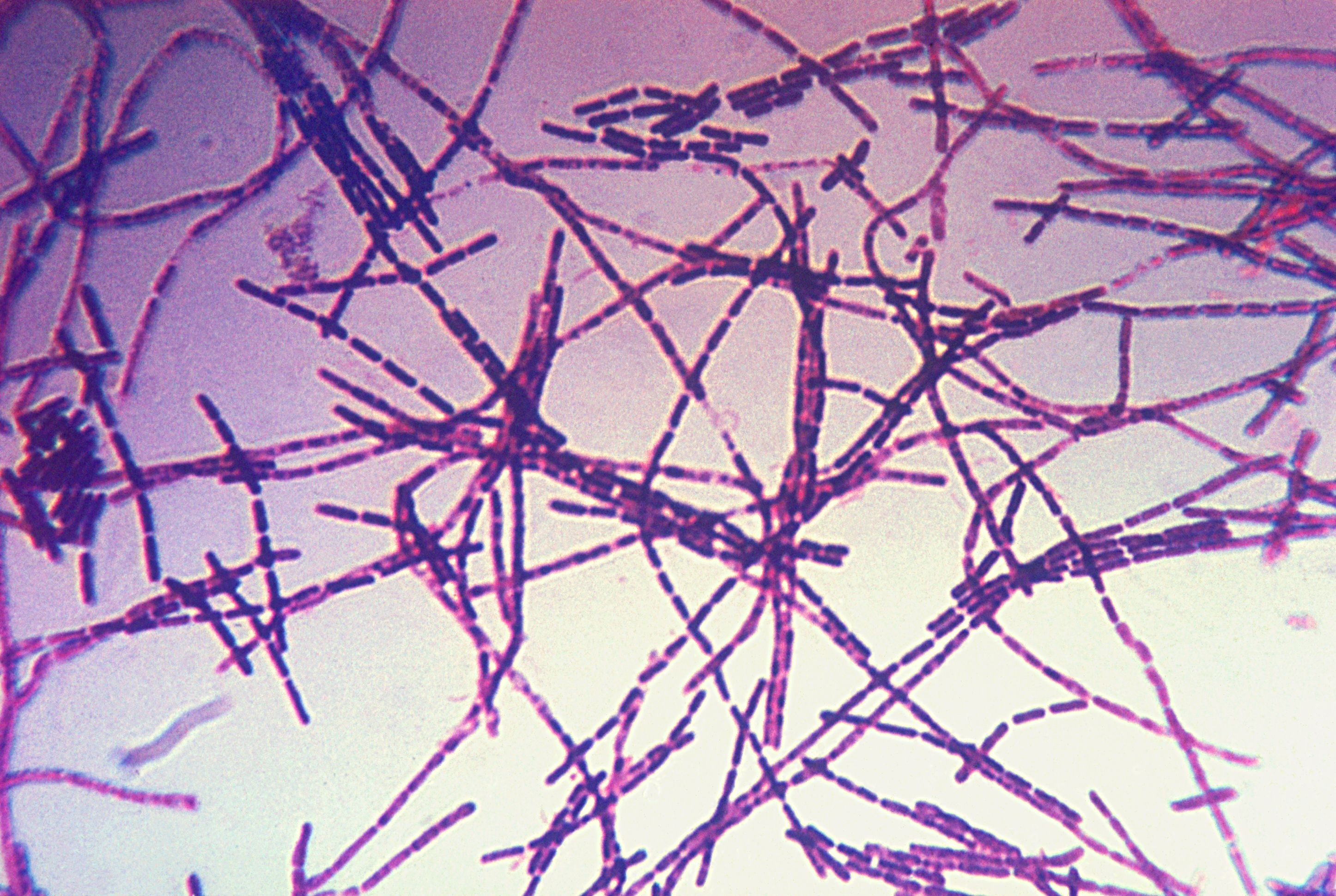
Imagen en microscopio, un instrumento usado con regularidad para encontrar la etiología de una enfermedad.
(Microfotografía de la bacteria Bacillus anthracis mediante tinción de Gram. El ántrax se diagnostica aislando el Bacilo anthracis de la sangre, lesiones cutáneas o secreciones respiratorias, o midiendo anticuerpos específicos en la sangre de personas con casos sospechosos).

La etiología (del griego αἰτιολογία ‘estudio de la causa’) es la ciencia centrada en el estudio de la causalidad. En medicina, patogénesis se refiere al origen de las enfermedades. La palabra se usa en filosofía, biología, derecho penal, física, y psicología para referirse a las causas de los fenómenos.

## Historia
Desde los tiempos de Hipócrates a los médicos se les enseña a comenzar las historias clínicas preguntando al paciente:
- ¿Qué le pasa?
- ¿Desde cuándo?
- ¿A qué lo atribuye?

El médico hace partícipe al paciente, para que exprese la causa, si la sabe, de sus males.
A lo largo de la historia de la medicina, los médicos discutieron si la causa de una enfermedad era un único factor o si era el resultado de un conjunto de factores que actuaban simultáneamente. En el siglo XIX estos dos puntos de vista los representaron respectivamente Pasteur y Bernard. 
Bernard hizo hincapié en los factores ambientales, externos e internos. Y defendió la idea de la enfermedad producida por una pérdida del equilibrio interno (homeostasis) que suponía, por lo general, la concurrencia de un gran número de factores.
Pasteur centró sus esfuerzos en esclarecer el papel desempeñado por las bacterias en la aparición de una enfermedad, relacionando diferentes enfermedades con determinados microbios. Pasteur demostró la correlación que existe entre las bacterias y determinadas enfermedades, y por ello sus teorías tuvieron un impacto decisivo. 
La postura de Pasteur y sus seguidores predominó en la discusión y, como resultado, la teoría de los gérmenes -según la cual cada enfermedad era causada por un microbio específico- fue rápidamente aceptada por los profesionales de la medicina.
El concepto de etiología científica lo formuló el médico Robert Koch, quien enumeró una serie de postulados de Koch para probar si un microbio determinado causaba una enfermedad específica.
Los adelantos en el campo de la biología del siglo XIX se acompañaron del desarrollo de la tecnología médica. Se inventaron nuevos instrumentos de diagnóstico médico, entre ellos el estetoscopio y los aparatos para tomar la presión sanguínea, y la tecnología quirúrgica se volvió más sofisticada.
Ya bien entrado el siglo XX, se reconoce que la causa de las enfermedades es múltiple donde interaccionan los determinantes de la salud que son el medio ambiente, el agente y el huésped.

## La etiología en medicina
La etiología en el campo de la medicina se refiere principalmente al estudio de las causas de las enfermedades 
Los tres elementos necesarios para que se desarrolle una enfermedad son:
- El medio ambiente.
- El agente.
- El huésped.

Estos tres "elementos" por sí solos no "causan" un problema. Es la concurrencia de los tres, en tiempo y espacio, lo que da como resultado una enfermedad. 
Cuando se conoce la causa o causas de una enfermedad, facilita la investigación de un tratamiento específico, o en su defecto un tratamiento para mejorar la calidad de vida del paciente.
Se considera que hay cuatro tipos básicos de factores que influyen en las causas de las enfermedades:
- Predisponentes: edad, sexo, enfermedad previa u otros pueden crear una mayor sensibilidad ante una enfermedad.
- Facilitadores: bajos ingresos, desnutrición, malas condiciones habitacionales, entre otros, pueden favorecer el desarrollo de determinadas enfermedades.
- Desencadenantes: la exposición a un agente patógeno -causante de una enfermedad- puede precipitar su desarrollo;
- Potenciadores: la exposición repetida a un agente patógeno puede agravar una enfermedad ya presente.

## Tipos de enfermedades
Según su etiopatogenia (según la causa y la fisiopatología consecuente) las enfermedades se pueden clasificar en: 
- Enfermedades endógenas (atribuibles a alteración del huésped):

- Genéticas
- Congénitas
- Nutricionales
- Metabólicas
- Degenerativas
- Autoinmunes
- Inflamatorias
- Endocrinas
- Mentales
- Enfermedades exógenas (atribuibles al efecto de la acción directa del agente sobre el huésped):

- Infecciosas
- Parasitarias
- Venéreas
- Tóxicas
- Traumáticas
- Alérgicas
- Iatrógenas
- Enfermedades ambientales (atribuibles a los efectos del ambiente y del agente -en conjunto- sobre el huésped):

- Ambientales
- Profesionales
- Mecanoposturales
- Por causa externa
- Enfermedades de etiología multifactorial:

- Neoplásicas
- Del desarrollo
- Idiopáticas
- Psicosomáticas
Actualmente, varias de las condiciones de salud que originan los diferentes tipos de enfermedades están codificadas en la Clasificación internacional de enfermedades, décima versión. Dicha clasificación se basa en una amplia variedad de signos, síntomas, hallazgos anormales, denuncias, circunstancias sociales y causas externas que producen daños y/o enfermedad.